# Ana Mérida
Ana María Mérida Gálvez fue una bailarina de ballet y coreógrafa mexicana nacida en la Ciudad de México en 1922 y fallecida en la misma ciudad en 1991. Fue hija del pintor y muralista guatemalteco naturalizado mexicano Carlos Mérida.

## Datos biográficos
Su padre, el muralista Carlos Mérida en 1919 emigró a México con 26 años de edad para radicar allí y realizar su carrera pictórica. Luego de tres años nació en la capital mexicana su hija, Ana, quien posteriormente obtendría por méritos propios brillo en su carrera artística como bailarina, desarrollando la mayor y más importante parte de su carrera en su país natal.
En 1942 estudió con Ana Sokolow y formó parte de su conjunto de danza moderna, llamado la Paloma Azul. En esa época también fue parte de la compañía de danza de Waldeen von Falkenstein.
De 1947 a 1948, invitada por el maestro Carlos Chávez, a la sazón director del Instituto Nacional de Bellas Artes, fue codirectora y fundadora, junto con Guillermina Bravo, de la Academia de la Danza Mexicana. Más adelante, de 1948 a 1949, fue directora de la misma institución.
Fue directora del Ballet Mexicano, con el que realizó giras por países de Centro y Sudamérica. También fue coreógrafa de la Compañía Nacional de Danza de México. Autora y productora de Ausencia de flores, ballet en homenaje al muralista mexicano José Clemente Orozco.
Enseñó su arte en la Escuela de Arte Teatral de CONACULTA y fue directora y coreógrafa del departamento de danza del Instituto Nacional de Bellas Artes (INBAL) de México.
También fue actriz de cine y como tal actuó en la película El santo oficio en 1973, actuación por la que obtuvo un premio y reconocimiento público.
En 1986 fue premiada por el montaje de las coreografías en La Luna y el Venado y La casa de Bernarda Alba, de Federico García Lorca.
José Clemente Orozco la escogió como tema para una de sus obras pictóricas.
Falleció el lunes 12 de agosto de 1991, cinco años después de su padre, en la ciudad que la vio nacer.